# Agrias pseudosanguinea
Agrias pseudosanguinea är en fjärilsart som beskrevs av Le Moult 1931. Agrias pseudosanguinea ingår i släktet Agrias och familjen praktfjärilar. Inga underarter finns listade i Catalogue of Life.